# Paolo Virno
Paolo Virno (Nápoles, 1952) é um filósofo e semiólogo italiano de orientação marxista. Envolvido nos movimentos sociais dos anos 1960 e anos 1970, foi preso em 1979, acusado de pertencer às Brigadas Vermelhas. Passou vários anos na prisão antes de ser finalmente absolvido, e organizou a publicação Luogo Comune para dar expressão às idéias políticas desenvolvidas no período que passou encarcerado. Atualmente, é professor na Universidade de Cosenza.

## Obras
- Virno, Paolo (1986). Convenzione e Materialismo. Roma: Ed. Theoria. [S.l.: s.n.]
- Virno, Paolo (1991). Opportunisme, Cynisme et Peur. Ambivalence du Désenchantement Suivi de les Labyrinthes de la Langue. Paris-Combas: Editions de l'éclat. [S.l.: s.n.]
- Virno, Paolo (1994). Mondanità. L'idea di "Mondo" tra Esperienza Sensibile e Sfera Pubblica. Roma: Ed. Manifestolibri. [S.l.: s.n.]
- Virno, Paolo (1995). Parole con parole. Poteri e Limiti del Linguaggio. Roma: Donzelli. [S.l.: s.n.]
- Virno, Paolo (1999). Il Ricordo del Presente. Saggio sul Tempo Storico. Turim: Bollati Boringhieri. [S.l.: s.n.]
- Virno, Paolo (2003). Virtuosismo y revolución. La acción política en la era del desencanto. Madrid: Traficantes de Sueños. [S.l.: s.n.]
- Virno, Paolo (2003). Gramática de la multitud. Para un análisis de las formas de vida contemporáneas. Madri: Traficantes de Sueños. [S.l.: s.n.]
- Virno, Paolo (2004). A Grammar of the Multitude: For an Analysis of Contemporary Forms of Life. Nova York: Semiotext[e]. [S.l.: s.n.]
- Virno, Paolo (2005). Cuando el verbo se hace carne. Lenguaje y naturaleza humanas. Madri: Traficantes de Sueños. [S.l.: s.n.]

### Em espanhol
- (em castelhano)-"Virtuosismo y revolución: notas sobre el concepto de acción política"
- (em castelhano)-"Virtuosismo y revolución, la acción política en la época del desencanto" (PDF)
- (em castelhano)-"Gramática de la multitud: Para un análisis de las formas de vida contemporáneas" (PDF)
- (em castelhano)-"La felicidad sigue siendo el asunto principal"
- (em castelhano)-"Ante un nuevo siglo XVII"
- (em castelhano)-"Dossier de lecturas seminario Paolo Virno" (PDF)
- (em castelhano)-Iniciando un foro sobre "Gramática...", etc.
- (em castelhano)-"Cuando el verbo se hace carne: Lenguaje y naturaleza humana", texto de Virno
- (em castelhano)-"Cuando el verbo se hace carne: Lenguaje y naturaleza humana"
- (em castelhano)-"Cuando el Verbo se Hace Carne" - P. Virno (zip)
- (em castelhano)-"El chiste y la acción innovadora"

#### Em outros idiomas
- (em francês)-"Grammaire de la multitude: Pour une analyse des formes de vie contemporaines"
- (em inglês)-"A Grammar of the Multitude: For an Analysis of Contemporary Forms of Life"
- (em italiano)-"Moltitudine e principio di individuazione"
- (em inglês)-"General Intellect"